# Tučapy (Tábori járás)
Tučapy település Csehországban, a Tábori járásban. Tučapy Košice, Přehořov, Mezná, Krátošice, Zvěrotice, Sedlečko u Soběslavě, Budislav, Katov, Myslkovice és Choustník településekkel határos. Lakosainak száma 808 fő (2024. január 1.).

## Népesség
A település lakosságának változását az alábbi diagram mutatja:
| Lakosok száma | 1600 | 1485 | 1324 | 944  | 863  | 834  | 765  | 786  | 798  | 808  |
|               | 1869 | 1890 | 1921 | 1950 | 1980 | 2001 | 2017 | 2019 | 2022 | 2024 |